# Атака на нічний клуб у Стамбулі
Терористична атака на нічний клуб у Стамбулі сталася у районі Бешикташ, Стамбул, Туреччина, 1 січня 2017 року. Загинуло принаймні 39 людей. Напад стався близько 01:15 за місцевим часом (UTC + 3) у нічному клубі «Рейна» (Ортакьой), де сотні людей святкували Новий рік. Принаймні 69 людей отримали поранення.

## Передісторія
Ця атака сталася в період підвищених заходів безпеки в місті, коли 17 000 співробітників поліції охороняли порядок у місті. Ці заходи безпеки були реакцією на терористичні напади кількох попередніх місяців, багато з яких були здійснені ІДІЛ та курдськими бойовиками. 28 червня 2016 року через терористичний акт в аеропорту Ататюрк загинуло 48 людей, а 10 грудня 2016 внаслідок вибухів біля стадіону «Водафон Арена» загинуло 44 людини.
Після інциденту, власник клубу повідомив, що заходи безпеки у закладі були підвищеними останні 10 днів, через попередження від американських спецслужб про можливі терористичні акти у Туреччині. Посольство США заперечило наявність такої інформації.

## Атака
Нападник відкрив вогонь у нічному клубі близько 1:15 ранку. Стверджується, що у нього був автомат Калашникова, і перед тим, як зайти до клубу, він застрелив поліцейського та перехожого біля воріт клубу. Повідомляється, що нападник говорив арабською мовою і все ще на свободі, хоча за ним полюють. Влада раніше повідомляла, що нападник був один і його вдалося нейтралізувати поліції, але деякі свідчення турецьким ЗМІ дозволяють припускати, що нападників було більше. Зброя терориста залишилася на місці трагедії.
У момент нападу в нічному клубі було близько 700 людей, які відзначали Новий рік. Принаймні 39 вбито (включаючи 15 іноземці) та 69 поранено. Поліція оточила клуб. Кілька людей стрибнули в Босфор, щоб уникнути нападу; тривають рятувальні заходи.

## Наслідки
Губернатор Стамбула Васіп Шахін заявив, що це терористичний напад.
Турецький уряд тимчасово заборонив ЗМІ висвітлювати події, вважаючи, що це шкодить безпеці та порядку.

## Реакція
Форин-офіс Великої Британії радить людям «проявляти пильність і обережність в цей час, і підкорятися порадам і вказівкам органів безпеки» зважаючи на те, що тривають операції служб безпеки та є можливість, що «зловмисник все ще може бути на свободі».

## Підозрювані
Враховуючи час та ціль атаки, служби безпеки схильні підозрювати ІДІЛ. Кореспондент BBC повідомив: «Незважаючи на те, що відсутні офіційні повідомлення про те, хто стоїть за цією жорстокою атакою, підозри націлені на так звану Ісламську Державу».
Спочатку, 3 січня 2017 року, серед підозрюваних було названо ім'я громадянина Киргизстану Лакхе Машрапова.
7 січня 2017 р. Департамент поліції Стамбула повідомив, що терористом був Абдулгадір Машаріпов, що має кодове ім'я «Абу Мухаммед Хорасан». Він узбецького походження.

## Жертви
| Країна            | Загинуло | Поранено | Прим.                |
| ----------------- | -------- | -------- | -------------------- |
| Туреччина         | 11       | Невідомо | [ 27 ]               |
| Саудівська Аравія | 7        | 9        | [ 28 ] [ 29 ]        |
| Ірак              | 4        | 0        | [ 28 ]               |
| Ліван             | 3        | 7        | [ 30 ] [ 29 ]        |
| Йорданія          | 3        | 4        | [ 31 ]               |
| Індія             | 2        | 0        | [ 32 ]               |
| Туніс             | 2        | 0        | [ 33 ]               |
| Лівія             | 1        | 3        | [ 34 ]               |
| Ізраїль           | 1        | 1        | [ 35 ] [ 36 ] [ 37 ] |
| Канада            | 1        | 0        | [ 28 ]               |
| Бельгія           | 1        | 0        | [ 38 ]               |
| Сирія             | 1        | 0        | [ 28 ]               |
| Кувейт            | 1        | 0        | [ 39 ]               |
| Франція           |          | 3        | [ 40 ]               |
| Марокко           |          | 3        | [ 29 ]               |
| Болгарія          |          | 1        | [ 41 ]               |
| Невідомо          | 1        | 36       | [ 27 ]               |
| Всього            | 39       | 69       | [ 27 ]               |